# Plakina tetralopha
Plakina tetralopha är en svampdjursart som först beskrevs av George John Hechtel 1965.  Plakina tetralopha ingår i släktet Plakina och familjen Plakinidae. Inga underarter finns listade i Catalogue of Life.